# بريتا مارتن
بريتا مارتن (بالألمانية: Britta Martin)‏ هي تريثلت ألمانية، ولدت في 2 سبتمبر 1978 في هانوفر في ألمانيا.

## وصلات خارجية
- الموقع الرسمي
- بريتا مارتن على موقع اتحاد الترياتلون الدولي (الإنجليزية)
- بريتا مارتن على موقع IAT Triathlon Database (الإنجليزية)